# La tragédie de Carmen
La tragedie de Carmen è un film del 1983 diretto da Peter Brook.
Film musicale uscito nelle sale francesi il 2 novembre 1983, inedito in Italia.
Il film è un adattamento cinematografico della celeberrima Carmen di Georges Bizet, e già dal titolo se ne deduce l'intento di Brook: eliminare completamente la dimensione folcloristica dell'opera di Bizet per concentrarsi solo ed esclusivamente sulla dimensione tragica dell'opera attraverso una scenografia stilizzata e una dimensione musicale affidata a soli 16 esecutori.
La sceneggiatura è di Marius Constat, Jean-Claude Carrière e Peter Brook.